# توكوشيشي نومورا الثاني
توكوشيشي نومورا الثاني (باليابانية: 野村 徳七)‏ (1878 في أوساكا - 1945 ) جامع تحف، ورائد أعمال، وسياسي من اليابان.